# Небојша Маринковић
Небојша Маринковић (Књажевац, 19. јун 1986) српски је фудбалер.

## Каријера
Маринковић је рано постао члан омладинске школе Партизана, а касније му се придружио и рођени брат Ненад. У јуну 2004. године потписао је уговор с Партизаном, а већ наредне сезоне се као играч средине терена истакао честим наступима за први тим и изузетно ефектним головима, постигнутим врло често са велике даљине. Ипак, његов улазак у први тим се поклопио са изузетно лошом полусезоном Партизана, обележене европским елиминацијама од Артмедије и Петах Тикве, па се и Маринковић утопио у сивило читаве екипе.
Почетком 2006. године послат је на позајмицу у Вождовац, а до краја уговора с Партизаном играо је на позајмицама и за грчки Ираклис и шведски Јургорден. Током сезоне 2006/07. успео је да одигра солидан број утакмица за Партизан, па и да се упише у стрелце на "вечитом дербију" у фебруару 2007. када је Партизан у гостима савладао Ц. звезду са 4-2. Укупно, Небојша Маринковић је у Партизану одиграо 34 првенствене утакмице и постигао 13 голова.
После Партизана наступао је за Телеоптик, Чукарички, неколико израелских тимова (Макаби Петах Тиква, Хапоел Акре, Хапоел Хаифа), аустралијски Перт глори а током 2017. је играо кратко за Рад.